# 4868 Knushevia
Knushevia (asteróide 4868) é um asteróide da cintura principal, a 1,8275634 UA. Possui uma excentricidade de 0,0678861 e um período orbital de 1 002,75 dias (2,75 anos).
Knushevia tem uma velocidade orbital média de 21,27115255 km/s e uma inclinação de 22,1061º.
Este asteróide foi descoberto em 27 de Outubro de 1989 por Eleanor Helin.